# سونات‌ها و پارتیتاها برای تک‌نوازی ویولن

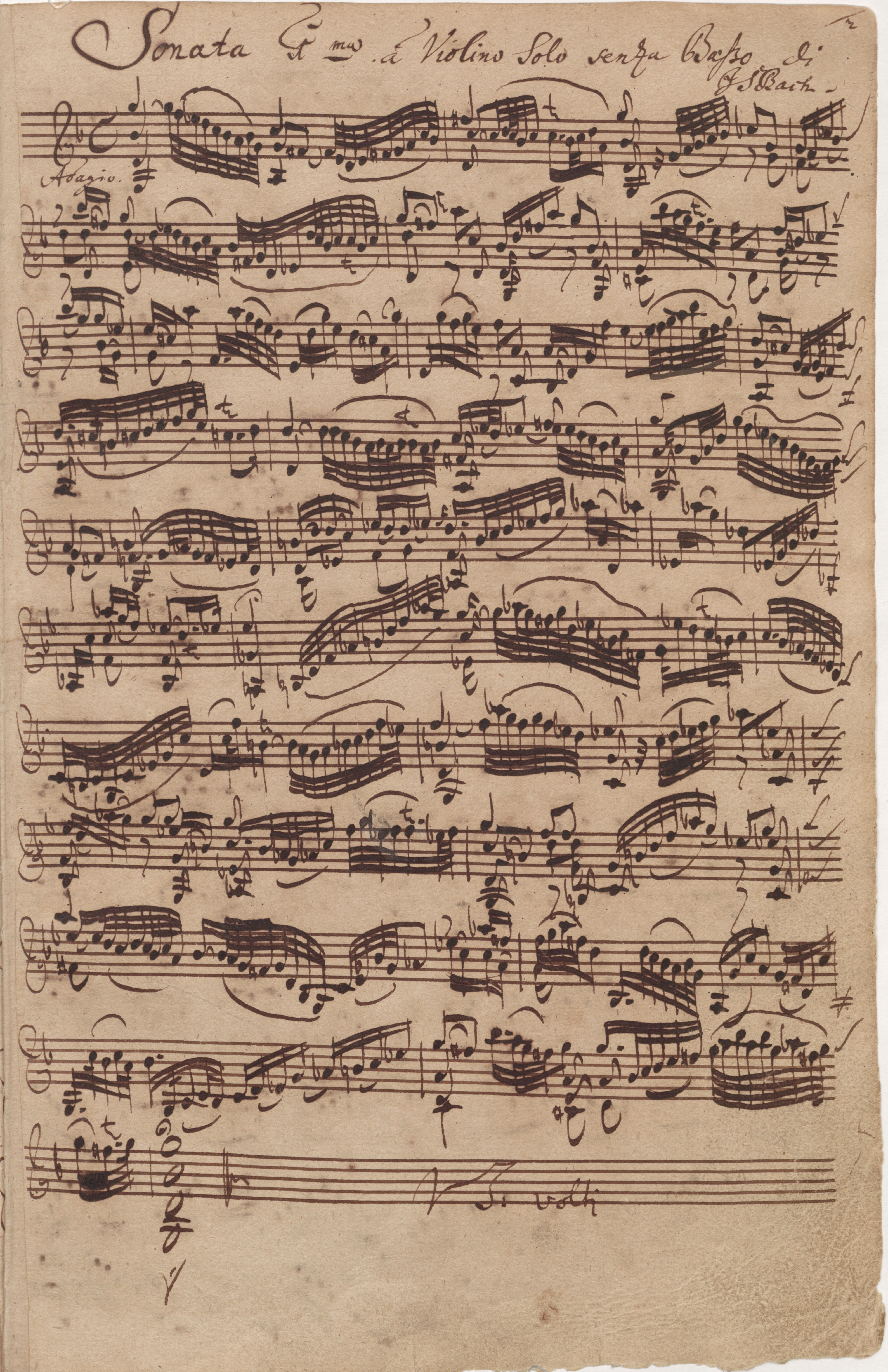
دست‌نوشتهٔ اصلیِ سونات‌ها و پارتیتاها (BWV1001)، به تاریخِ ۱۷۲۰

سونات‌ها و پارتیتاها برای تک‌نوازی ویولن شش مجموعه‌آهنگ است (سه سونات و سه پارتیتا) که یوهان سباستیان باخ در سال ۱۷۲۰ میلادی برای تکنوازی ویولن نوشته‌است. این مجموعه در قرن ۱۹ میلادی به‌واسطهٔ اجرایِ یوزف یواخیم، نوازندهٔ برجستهٔ ویولن، به شهرت عمومی رسید. امروزه، این مجموعه از نظر تکنیک نوازندگی جزو قطعاتِ اساسی برای تک‌نوازیِ ویولن محسوب می‌شود. تصویر زیر نمایشگرِ صفحهٔ اولِ دست‌نوشتهٔ خودِ باخ است از سوناتِ شماره یک در سُل مینور.

## قطعات
1. سوناتِ شماره یک در سُل مینور
2. پارتیتای شماره یک در سی مینور
3. سوناتِ شماره دو در لا مینور
4. پارتیتای شماره دو در رِ مینور
5. سوناتِ شماره سه در دو ماژور
6. پارتیتای شماره سه در می ماژور